# Zbojnícka chata
Die Zbojnícka chata (umgangssprachlich Zbojníčka; deutsch Räuberhütte, ungarisch Hosszú-tavi menedékház oder Rabló-menedékház, polnisch Zbójnickie Schronisko) ist eine Berghütte in der slowakischen Hohen Tatra. Sie liegt am oberen Ende des Tals Veľká Studená dolina (deutsch Großes Kohlbachtal), dem nordwestlichen Teil des Tals Studená dolina (deutsch Kohlbachtal) auf einer Höhe von 1960 m n.m..

## Geschichte

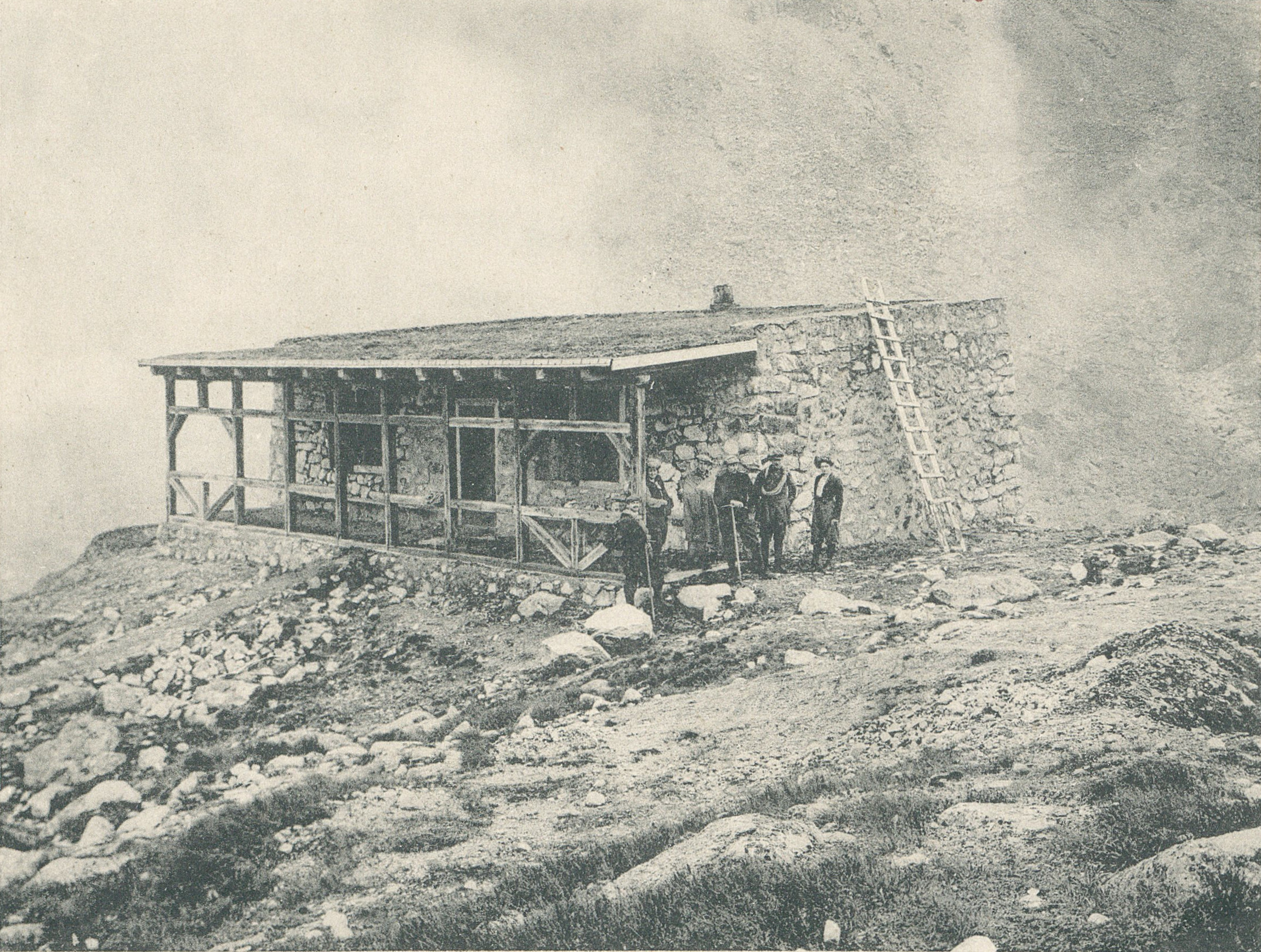
Die ursprüngliche Jagdhütte

1907 baute das ungarische Forstärar eine steinerne, einräumige Jagdhütte und stellte sie nach weiteren Bauarbeiten drei Jahre später der touristischen Öffentlichkeit zur Verfügung. Da sie unter den polnischen Bergsteigern als ungemütlich, feucht und kalt galt, erhielt sie den ironischen Namen Truparnia (deutsch Leichenhaus).
Nach dem Ersten Weltkrieg wurde die Hütte Eigentum des Klubs Tschechoslowakischer Touristen, der ab 1924 mehrere Baumaßnahmen und eine Vergrößerung durchführen ließ, dazu wurde zum ersten Mal ein ständiger Hüttenwart eingesetzt. Erst in dieser Zeit erhielt sie den heutigen Namen, der von der Bezeichnung der verwandten geographischen Objekte in der Nähe (z. B. Sattel Zbojnícke sedlo, die Felstürme Zbojnícke veže) abgeleitet worden ist. Mit dem Begriff „Räuber“ waren jedoch nicht Räuber im heutigen Sinne, sondern Raubschützen, die in den Tälern Veľká Studená dolina und Javorová dolina Jagdreviere hatten, gemeint. 1984 begann ein größerer Umbau und am 8. November 1986 wurde die Hütte wieder eröffnet mit erweiterten Unterkunfts- und Essraumkapazitäten sowie einer Zentralheizung.
In der Nacht vom 14. zum 15. Juni 1998 brannte die Zbojnícka chata durch einen vom Kamin ausgehenden Brand nieder. Kurz darauf wurden per Hubschrauber ein großes Militärzelt und eine Holzfertighütte, in der bis zum Wiederaufbau der abgebrannten Hütte eine Imbissstube, Notunterkunft und Station des Bergrettungsdiensts untergebracht war, eingeflogen. Kurz nach der Überdachung wurde die Hütte am 21. Dezember 1999 provisorisch eröffnet, kollaudiert wurde sie am 1. August 2001, mit der feierlichen Eröffnung am 20. Oktober 2001.

## Touristische Erschließung
Die Zbojnícka chata liegt auf einem blau markierten Wanderweg von Tatranská Lomnica nach Lysá Poľana (bei Tatranská Javorina) durch die Scharte Prielom. Möglich ist auch ein Aufstieg von Hrebienok heraus über den rot markierten Wanderweg Tatranská magistrála, die am Abzweig bei der Hütte Rainerova chata den schon erwähnten blau markierten Wanderweg trifft. Andere Wege führend von Sliezsky dom über einen grün markierten Weg zum Poľský hrebeň und der Kreuzung mit dem blauen Weg oder von der Hütte Téryho chata über den Sattel Priečne sedlo (grüner, dann gelber Wanderweg).
Die Hütte ist ganzjährig eröffnet und durch Lastenträger versorgt. Nur ausnahmsweise (z. B. bei schweren Lasten) werden Hubschrauber eingesetzt. Sie bietet Übernachtungsmöglichkeiten (16 Betten, je nach Wunsch mit Bettwäsche) nach vorheriger Anmeldung, Notunterkunft im Essraum sowie Frühstück und Abendessen für Gäste an. Allen Besuchern steht der Imbiss zur Verfügung. 